# ええじゃないか

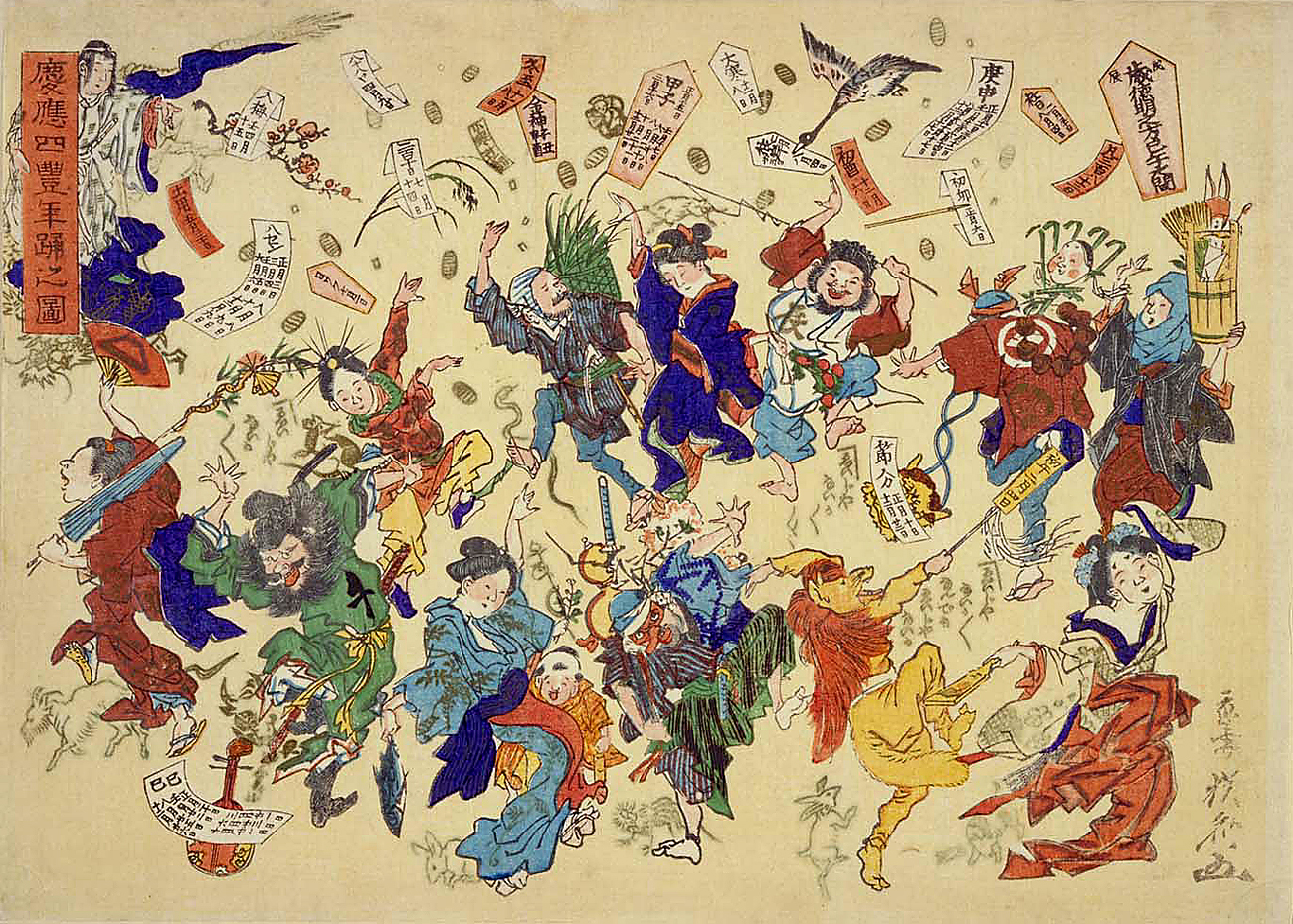
「ええじゃないか」騒動に興じる人々

ええじゃないかは、日本の江戸時代末期の慶応3年（1867年）8月から12月にかけて、近畿、四国、東海地方などで発生した騒動。「天から御札（神符）が降ってくる、これは慶事の前触れだ」という話が広まるとともに、民衆が仮装するなどして囃子言葉の「ええじゃないか」等を連呼し、集団で町を練り歩きながら熱狂的に踊った。大政奉還、王政復古の大号令の時期である。
伊勢神宮の御札が降るおかげ参りと違い、ええじゃないかの御札は地域で信仰されている社寺の御札が降ったため、現地で祭祀が行われる事が多かった。降札があると、藩に届け出た上で屏風を置く、笹竹で家を飾る、酒や肴を供えるなどして町全体で札を祀った。名古屋の場合、降札後の祭事は7日間に及び、その間は日常生活が麻痺した。

## 目的・性格
その目的や性格を巡っては、様々な議論がなされてきた。囃子言葉と共に政治情勢が歌われたことから、世直しを訴える民衆運動であったと一般的には解釈されている。これに対し、倒幕派が国内を混乱させるために引き起こした陽動作戦だったという噂を紹介するものもある。羽仁五郎は、ええじゃないかの混乱の中で王政復古のクーデターが行われたことに注目し、背景に西郷隆盛の策謀があるとの説を提示した。結果としてええじゃないかは王政復古の煙幕の役割を演じさせられた、としてマルクス主義の観点からその意義を低く評価した。こうした見解は遠山茂樹らにも受け継がれたが、同じマルクス主義者である井上清は「封建制の矛盾の鬱積により民衆が起こした行動」に倒幕派が乗じることで、結果的に権力側を麻痺させた、として唯物史観の観点からその性格を捉え、積極的に評価した。

## 歌詞
岩倉具視の『岩倉公実記』によると、京の都下において、神符がまかれ、ヨイジャナイカ、エイジャナイカ、エイジャーナカトと叫んだという。八月下旬に始まり十二月九日王政復古の大号令発令の日に至て止む、とあり、明治維新直前の大衆騒動だったことがわかる。また、ええじゃないか、の語源は、京の都下で叫ばれた言葉であったようだ。
歌詞は各地で作られ、例えば「今年は世直りええじゃないか」（淡路）、「日本国の世直りはええじゃないか、豊年踊はお目出たい」（阿波）といった世直しの訴えのほか、「御かげでよいじゃないか、何んでもよいじゃないか、おまこに紙張れ、へげたら又はれ、よいじゃないか」（淡路）という性の解放、「長州がのぼた、物が安うなる、えじゃないか」（西宮）、「長州さんの御登り、えじゃないか、長と醍と、えじゃないか」（備後）の政治情勢を語るもの、などがあった。
島崎藤村『夜明け前』では以下の例が記述されている。
```
ええじゃないか、ええじゃないか
挽いておくれよ一番挽きを
二番挽きにはわしが挽く
ええじゃないか、ええじゃないか

ええじゃないか、ええじゃないか
臼の軽さよ相手のよさよ
相手かわるなあすの夜も
ええじゃないか、ええじゃないか

ええじゃないか、ええじゃないか
こよい摺る臼はもう知れたもの
婆々さ夜食の鍋かけろ
ええじゃないか、ええじゃないか

```

## お蔭参り
お蔭参りとは、お札が降るなど神異のうわさをきっかけにして庶民が奉公先から抜け出し、伊勢参りに出かける人が急増する現象のことで、江戸時代には元和3年（1617年）、慶安年間（1648年 - 1652年）、宝永2年（1705年）、明和8年（1771年）、文政13年・天保元年（1830年）というように約60年周期で自然発生的に繰り返された。いずれも期間は3か月から5か月で終わっている。明和のお陰参りの記録では300 - 400万人が伊勢に殺到した。十代将軍徳川家治の時代であり、享保年間の日本の人口統計では当時の人口は約2200万人であった。文政13年のお蔭参りは3か月で約500万人が伊勢に押しかけたと記されている。お蔭参りに参加する者に対しては、大商人があって、店舗や屋敷の開放、弁当・草鞋の配布を行った。

## 研究の時系列
最も古い研究文献は山口吉一の『阿波えゝぢやないか』（徳島土俗芸術研究所、1931年）であり、世直しの願望について触れている。
次に、藤谷俊雄『「おかげまいり」と「ええじゃないか」』（岩波書店、1968年）があげられる。同書では慶応3年8月 尾張が最初であると指摘されている。おかげまいりとの関連を指摘する。

### 京阪発祥説 (京都発祥説)
京阪発祥説は、岩倉具視や福地源一郎などの同時代人の証言や西宮市史などの近畿地方の史料に基づく。
- 『岩倉公実記』の記述。八月下旬に始まり十二月九日王政復古発令の日に至て止む。

- 1897年、福地源一郎（幕臣・ジャーナリスト）の「懐往事談」の記述。慶応3年11月29日に大坂でええじゃないかを目撃し「或は云ふ。此御札降りは京都方の人々が人心を騒擾せしむる為に施したる計略かりと。其の果して然るや否やを知ざれども」と、原因に関する噂についても記述している。

- 『西宮市史』では、京都に始まり、大坂に移動と記述。

- 1933年、中山太郎『日本民俗学辞典』 、オフダガフル、慶応2年 - 慶応3年の現象。西宮説と伊勢説の両説あり。伊勢説は見聞録による。当代記に、文禄のころに、伊勢神宮の御札が降ったのが最初。

- 1937年、国書刊行会『静岡県鄉土研究』』第 9 - 11 巻（1937年）、「御札降は京坂に始まり関西各地に波及し、東海道は遠江,駿河,伊豆の北部まで及んだ。」という記述がある。

- 1937年、大口喜六『国史上より観たる豊橋地方』、豊橋発祥説の主張見られず。 御蔭参り＝御札降り＝よいぢゃないか を同一視する。御蔭参りが8月 - 12月と記述。曲尺手、船町、札木の名前はあるが、牟呂と羽田の名前はない。京都方の策動によるものと指摘。

- 1939年 、『一宮市史』第3巻（1939年）では、慶応3年9月11日頃、三河国吉田付近で始まり、次に名古屋に移った、ただし、8月より京阪地方で始まるという説もあるという紹介がなされている。

### 東海地方発祥説
東海地方発祥説は比較的新しい説である。
東海地方発祥説の研究の時系列は以下の通り。
| 文献                                                         | 出版年             | 発生日時           | 発生場所                                   |
| ------------------------------------------------------------ | ------------------ | ------------------ | ------------------------------------------ |
| 藤谷俊雄『「おかげまいり」と「ええじゃないか」（岩波書店）』 | 1968年（昭和43年） | 慶応3年8月         | 尾張国                                     |
| 西垣晴次『ええじゃないか』（新人物往来社）                   | 1973年（昭和48年） | 慶応3年8月15日     | 遠江国見附宿（静岡県磐田市）               |
| 『豊川市史』                                                 | 1973年（昭和48年） | 8月4日             | 三河国御油宿（愛知県豊川市）               |
| 高木俊輔『ええじゃないか』（教育社）                         | 1979年（昭和54年） | 慶応3年7月22日以前 | 三河国吉田宿羽田八幡宮付近（愛知県豊橋市） |
| 田村貞雄『ええじゃないか始まる』（青木書店）                 | 1987年（昭和62年） | 慶応3年7月14日     | 三河国吉田宿牟呂八幡宮付近（愛知県豊橋市） |

このように最新の研究ほど発生日時が早いと主張している。これらは『岩倉公実記』に見える京都・8月下旬より1か月以上早い。
また、尾張名古屋説発表以後、静岡県磐田市、愛知県豊川市、愛知県豊橋市と、近隣地域で、起源論争が始まっていることがわかる。

#### 豊橋市説
戦後になって開示された「森田家文書」の影響が大きい。牟呂八幡宮神主森田光尋の慶応当時のメモ書きである「留記」（豊橋市図書館所蔵）によると、慶応3年7月14日に「御祓い」と記載され、この御祓いが、伊勢神宮の札という説がある。1980年代に研究が進む。

#### 名古屋市説
1983年（昭和58年）に製作されたアニメ『まんが日本史』では、幕末のええじゃないか騒動発祥は名古屋になっていた。1988年（昭和63年）発行の小学館の日本国語大辞典でも名古屋が発祥となっている。
なお、田村貞雄『ええじゃないか始まる』には、1867年(慶応3年)の3月18日に名古屋で伊勢内宮の御札が降りた、という記述があり、伊那市史 歴史編においても、春のころからという説もあると紹介されている。

#### 豊川市説
平凡社マイペディアでは、慶応3年8月4日（1867年9月1日）、東海道の御油宿（愛知県豊川市御油）に秋葉神社の火防の札が降下したのが最初という。

### 御札降りとええじゃないかと御蔭参り
もともと御札降り、ええじゃないか、御蔭参りはまったくの別個のものである。
近畿や四国などの西日本圏では、ええじゃないか、という掛け声が見られるものの、東海地方ではそうした掛け声はなく、御札降りのみ共通点が見られる。また、東海地方では、狂乱騒動を御鍬祭りや御蔭参り（伊勢神宮参拝）に結び付けて、共通点とするという解釈がなされている。
ええじゃないかという掛け声を要件とすれば、『岩倉公実記』の記述をもって、京都発祥説になる。福地源一郎の懐往事談においても、京都方の策動という噂があったが真偽のほどはわからないと記述されている。近畿・四国では、いずれも、よいじゃないか、ええじゃないか、という掛け声を伴う。
東海地方発祥説では御札降りや狂乱騒動を共通点とみなし、御蔭参りに関連するものとして、7月・8月発祥説を掲げるものの、ええじゃないかに相当する掛け声や世直しの願望については要件外にしている。